# Стрења
Стрења (итал. Stregna) је насеље у Италији у округу Удине, региону Фурланија-Јулијска крајина.
Према процени из 2011. у насељу је живело 58 становника. Насеље се налази на надморској висини од 395 м.

## Становништво
Према резултатима пописа становништва 2011. у општини је живело 398 становника.
| 1936. | 1951. | 1961. | 1971. | 1981. | 1991. | 2001. | 2011. |
| ----- | ----- | ----- | ----- | ----- | ----- | ----- | ----- |
| 1.722 | 1.883 | 1.554 | 952   | 731   | 538   | 456   | 398   |